# Sauce (Corrientes)
Sauce é um município da Argentina, localizada na província de Corrientes. É a capital do departamento de Sauce.